# Municipio de Orleans (Míchigan)
El municipio de Orleans (en inglés: Orleans Township) es un municipio ubicado en el condado de Ionia en el estado estadounidense de Míchigan. En el año 2010 tenía una población de 2743 habitantes y una densidad poblacional de 29,21 personas por km².

## Geografía
El municipio de Orleans se encuentra ubicado en las coordenadas 43°4′35″N 85°8′4″O / 43.07639, -85.13444. Según la Oficina del Censo de los Estados Unidos, el municipio tiene una superficie total de 93.9 km², de la cual 91.09 km² corresponden a tierra firme y (3%) 2.81 km² es agua.

## Demografía
Según el censo de 2010, había 2743 personas residiendo en el municipio de Orleans. La densidad de población era de 29,21 hab./km². De los 2743 habitantes, el municipio de Orleans estaba compuesto por el 95.63% blancos, el 0.15% eran afroamericanos, el 0.58% eran amerindios, el 0.22% eran asiáticos, el 0.04% eran isleños del Pacífico, el 2.01% eran de otras razas y el 1.39% pertenecían a dos o más razas. Del total de la población el 5.03% eran hispanos o latinos de cualquier raza.